# Tito Quincio Cincinato Capitolino
Tito Quincio Cincinato Capitolino  fue un político y militar romano del siglo IV a. C. perteneciente a la gens Quincia.

## Carrera pública
Cincinato fue tribuno consular en los años 388 a. C., 385 a. C. y 384 a. C. En 380 a. C., en la guerra con la ciudad de Praeneste, fue nombrado dictador, obtuvo una victoria decisiva sobre los prenestinos en las orillas del Alia, y en nueve días capturó nueve ciudades.